# Петрівка (Лозно-Олександрівська селищна громада)
Петрі́вка — село в Україні, у Лозно-Олександрівській селищній громаді Сватівського району Луганської області. Орган місцевого самоврядування — Лозно-Олександрівська селищна рада. Площа села 228,8 га. Неподалік від села розташований пункт пропуску на кордоні з Росією Петрівка—Шияни.

## Історія
Село було засноване понад річкою Лозна панною Кудрячевською та паном Петровським на початку XIX століття. Перша заселила село (Кудрячівку) вихідцями з Тамбовської губернії, вимінявши їх на собак, другий — вихідцями з Московської губернії. Пані Кудрячевська трагічно загинула, перекинувшись в кареті поблизу Попівки. Обидві частини села керувались до урядниками. Наприкінці XIX століття землі через річку належали доброму господарю німцеві Фірсу (що дав початок прізвищу Фірсових). Під час революції він виїхав з села, а в його маєтку створили першу комуну, пізніше притулок для слаборозвинених дітей та сиріт, ще пізніше піонерський табір (до 80-х років).
Під час колективізації було утворено 2 колгоспи, що згодом об'єдналися в один. Відтоді село почало зватися Петровським. Пізніше землі села було приєднано до земель лозно-олександрівського колгоспу «Гігант».
Під час Голодомору 1932—1933 років за архівними даними в селі загинуло 120 осіб.
У роки німецько-радянської війни село було окуповане німецькими військами з липня 1942 по січень 1943 року. Звільнене під час Острогозько-Россошанської наступальної операції частинам Південно-Західного фронту Червоної армії. Мешканці села під час окупації створили в місцевих лісах партизанський загін.
У післявоєнні роки в селі було створено колгосп «Победа», відновили роботу школа, сільський клуб, бібліотека, магазин.

## Населення
Населення становить 95 осіб, 47 дворів.

## Вулиці
У селі існує одна вулиця — Прикордонна.

## Транспорт
Село розташоване за 62 км від районного центру, з яким пов'язано асфальтованою дорогою Т 1313, і за 17 км від залізничної станції Солідарний на лінії Валуйки — Кіндрашівська-Нова.